# Пять в яблочко
«Пять в яблочко» (другое название «Шаг за шагом») — советский фильм.
Первый фильм на современную тему киностудии Арменкино о воспитательной роли Красной Армии в формировании характера призывников.

## Сюжет
Агитфильм о комсомольце Вардане, чуть не ставшем по недоразумению преступником.

## В ролях
- Л. Саакян — Вардан
- Ася Мравян — Асмик
- Сурен Кочарян — Тигран
- Амасий Мартиросян — боец Красной Армии
- Х. Манукян — боец Красной Армии
- Татьяна Хачатрян — крестьянка
- Е. Браше-Бархударян — комсомолка
- Амвросий Хачанян — подкулачник

В съёмках принимали участие подразделения Армянской стрелковой дивизии

## Съёмочная группа
- главный администратор — А. Мартиросян

## Технические данные
- чёрно-белый, немой